# Rendeng (Malo)
Rendeng is een bestuurslaag in het regentschap Bojonegoro van de provincie Oost-Java, Indonesië. Rendeng telt 875 inwoners (volkstelling 2010).